# Alpha-mannosidose
 (janvier 2021).
L'alpha-mannosidose est une maladie héréditaire de surcharge lysosomale rare causant progressivement des anomalies faciales et squelettiques, un déficit intellectuel, une déficience auditive et une immunodéficience, plus ou moins sévères. Elle est due à un déficit en alpha-mannosidase, causé par des mutations du gène MAN2B1, localisé sur le chromosome 19.

## Pathogénèse
L’alpha-mannosidose est une maladie lysosomale à transmission autosomique récessive. Elle est causée par un déficit en alpha-mannosidase à la suite d'une mutation du gène MAN2B1 du chromosome 19, sur le locus p 13.2-q12. Ce déficit entraîne une accumulation d'oligosaccharides riches en mannose responsable d'un dysfonctionnement cellulaire et d'une altération du système immunitaire,.

## Histoire
Le médecin Per-Arne Öckerman de l‘Université de Lund en Suède a été le premier à décrire en 1967 un cas d'alpha-mannosidose chez un garçon âgé de 4 ans, présentant ce qui s'apparentait pour l'époque à une forme atypique de syndrome de Hurler. Après son décès à 4 ans d'une pneumonie, il observa dans ses tissus une surcharge d'oligosaccharides avec une prédominance de mannose, ce qui l'amènera à suggérer pour la première fois le terme de mannosidose.

## Symptômes
Les symptômes apparaissent généralement après la naissance, bien que certains enfants puissent naître avec un pied équin ou développer une hydrocéphalie précocement. Leur sévérité est variable d'un individu à l'autre, puis progressent dans le temps. L'état de santé se dégrade progressivement.
Les principales manifestations sont : une immunodéficience responsable d'infections récurrentes, des anomalies squelettiques (telles qu'une dysostose multiple, une scoliose, une déformation sternale), des anomalies faciales (tête large, front proéminent, prognathisme, macroglossie, sourcils arrondis, nez plat, dents écartés, parfois un strabisme), une déficience intellectuelle avec des périodes de psychose et une surdité neuro-sensorielle. Il existe également des troubles moteurs associés incluant des anomalies articulaires, une faiblesse musculaire et une ataxie.

## Diagnostic
L’activité de l’alpha-mannosidose peut être diagnostiquée grâce à sa présence dans les leucocytes ou autres cellules nucléés. Une analyse ADN permet de confirmer cette présence. L’évacuation d’une quantité élevée d’oligosaccharide riche en mannose dans l’urine est un indice pour cette maladie mais n’en est pas une preuve spécifique. Un diagnostic prénatal est possible tant par le biais d’une analyse biochimique que par celui d’une analyse de molécule génétique.

## Thérapie
Jusqu’à présent, il n’existe aucun traitement curatif. Cependant, un traitement de substitution d’enzymes, jusqu’ici en cours d‘études cliniques, semble très prometteur. Les résultats de tests effectués sur des cobayes ont démontré une réduction d’oligosaccharide dans les tissus. Seule exception, au niveau du cerveau car l’enzyme utilisé ne peut atteindre le cerveau en raison de la barrière hémato-encéphalique.[réf. nécessaire] Des tests similaires effectués sur des souris knock-out – dans ce cas–là le gène Man2b1 des souris a été désactivé - ont mené à une étonnante diminution de l’oligosaccharide au niveau du cerveau de ces cobayes.[réf. nécessaire] Le projet européen Hue-Man prévoit un traitement de substitution pour les patients touchés par l’alpha-mannosidose.[réf. nécessaire] Entre-temps, le traitement qui a fait l'objet de cette étude a été reconnu par les autorités européennes de la santé et obtenu une autorisation de mise sur le marché en septembre 2018. Ce traitement est donc commercialisé en Allemagne et pris en charge par l'assurance maladie.
Une greffe allogène de cellules souches a été effectuées sur certains patients.[réf. nécessaire] Les résultats en étaient partiellement très prometteurs. Malgré les bénéfices thérapeutiques que présentent un tel procédé, il faut cependant tenir compte des risques qu’entraînent une telle greffe. Une greffe allogène de cellules de souche est une option thérapeutique pour les patients jeunes âgés d’un à dix ans pour lesquels la maladie est encore moins développée.[réf. nécessaire]
La prescription de sulfate de zinc (substitution de zinc) a montré in vitro une augmentation importante des activités de l’alpha-mannosidose. De ce fait, ce traitement représentait au départ un traitement thérapeutique courant. Cependant, des études à long terme ont démontré que l’impact de cette thérapie était moindre.[réf. nécessaire]
Les autres traitements thérapeutiques se font de manière plutôt symbolique. Il s’agit dans l’idéal d’une thérapie proactive telle que la kinésithérapie qui enraye des complications éventuelles. Les infections dues à une immunodéficience doivent souvent faire l’objet d’un traitement.

## Pronostic
L’état des patients se dégrade avec l’âge. Le fonctionnement des muscles maintenant le squelette et les capacités motrices diminuent et les patients concernés se retrouvent dans la majorité des cas dans un fauteuil roulant. Aucun patient n’est complètement indépendant du point de vue social. Un grand nombre des patients atteint la cinquantaine. La progression de la maladie entraine une malentendance et les patients doivent être appareillés.[réf. nécessaire]

## Médecine vétérinaire
Chez les bovins, c’est en particulier le cas pour la race Aberdeen Angus l‘alpha-mannosidose est une maladie répandue.
Traduction des informations plus complètes trouvées sur le site allemand de Wikipedia

## Sources
- (en) Dag Malm, Øivind Nilssen, Alpha-Mannosidosis In: GeneReviews at GeneTests: Medical Genetics Information Resource (database online). Copyright, University of Washington, Seattle. 1997-2005. genetests.org
- (fr) Fiche médicale Alpha mannosidose
- (fr) https://cordis.europa.eu/project/rcn/85218/brief/fr
- (fr) https://www.vml-asso.org/alpha-mannosidose-resultat-d-une-etude-prospective-sur-2-ans

## Associations
- (fr) Association Vaincre les Maladies Lysosomales